# Právní vztah
Právní vztah je společenský vztah dvou nebo více subjektů práva, které mají vzájemná práva a povinnosti. Jde především o pojem soukromého práva, vyloučen ale není ani v právu veřejném, ačkoli se zde zpravidla nepoužívá...
Aby právní vztah vznikl, je třeba, aby vznikla nějaká právní skutečnost, např. podpis smlouvy, která bude upravena konkrétní právní normou. Bez této právní regulace by mohlo jít o společenský vztah, nikoli ale o vztah právní, neboť by nebyl právem hodnocen a regulován. Příkladem právního vztahu může být např. dluh, manželství nebo účast společníka ve společnosti s ručením omezeným.

## Typy právních vztahů
Podle počtu subjektů daného vztahu se dělí na právní vztahy dvoustranné a vícestranné. Podle určitosti těchto subjektů pak na právní vztahy:
- relativní – jde o vztah konkrétních subjektů.
- absolutní – jeden ze subjektů je určitý a ten má vůči neurčitému množství jiných subjektů určité absolutní právo či absolutní povinnost, které tedy působí tzv. erga omnes (vůči všem). Jde např. o vlastnictví. Absolutní právní vztah je ale v právní teorii problematizován a jedná se proto především o absolutním právu (povinnosti), kdežto za právní vztah bývá považován jen typ relativní.

Jiné dělení právních vztahů může spočívat ve zhodnocení předmětu vztahu, např. statusové (stavové), jako je třeba rodičovství, a závazkové (obligační), včetně závazků škodních.

## Prvky právního vztahu
Základním prvkem každého právního vztahu jsou jeho subjekty, tedy osoby zavázané vzájemnými povinnostmi a oprávněné k vzájemným právům. Subjektem může být jak fyzická osoba, tak osoba právnická, ale i stát. Aby šlo o subjekt způsobilý, musí mít právní osobnost. U osob fyzických se nabývá narozením (resp. početím, jde-li o tzv. nascitura), u osob právnických samotným vznikem. A aby nebyl jen způsobilý, ale aby se vlastním přičiněním mohl subjektem konkrétního právního vztahu opravdu stát, musí mít navíc plnou svéprávnost, která se u osob fyzických se v plném rozsahu nabývá především až dovršením zletilosti. Právnické osoby samy nejednají, ale podle § 161 občanského zákoníku za ně jednají jiné fyzické osoby.
Dalším prvkem každého právního vztahu jsou daná konkrétní práva a povinnosti, neboli obsah vztahu. A posledním prvkem je jeho předmět, který lze rozlišovat na předmět primární, lidské chování upravené právním vztahem, a předmět sekundární, určitá práva či věci, ke kterým se dané lidské chování vztahuje. Pouze předmět primární je ale prvkem nezbytným, protože mohou existovat právní vztahy, které spočívají jen v chování, tedy sekundární předmět u nich může absentovat.

## Vznik právního vztahu v českém právu
1. ze zákona – zcela výjimečné
2. z konstitutivního rozhodnutí soudu nebo správního úřadu – též výjimečné (např. zřízení zástavního práva rozhodnutím soudu dle § 156 odst. 1 občanského zákoníku)
3. z právních a protiprávních jednání (nejtypičtější a nejobvyklejší)
4. z událostí a protiprávních stavů
5. z jiných právních důvodů (např. vznik nálezcova práva na nálezné vyplývající z právního vztahu vlastníka věci ztracené a jejího nálezce dle § 135 odst. 2 občanského zákoníku)